# Coventry Street
Pour les articles homonymes, voir Coventry (homonymie).
Coventry Street est une petite rue de Londres.

## Situation et accès
Elle est située dans la cité de Westminster, allant de Haymarket à l'ouest à Wardour Street à l'est. La rue est proche de Piccadilly Circus et elle est représentée dans une des cases de la version anglaise du Monopoly (dans l'édition britannique standard).
La station de métro la plus proche est  Piccadilly Circus, où circulent les trains des lignes  Bakerloo  Piccadilly.

## Origine du nom
La rue évoque la mémoire de l’homme politique Henry Coventry (1619-1686), secrétaire d'État du roi Charles II, qui y vivait entre 1672 et 1679.

## Historique
La rue est ouverte en 1681 et a longtemps eu une réputation sulfureuse. En 1846, un historien écrit : Il y a à l’heure actuelle un certain nombre de maisons de jeu dans le voisinage, si bien que l’endroit a mauvaise réputation depuis au moins deux siècles, c’est-à-dire depuis l’époque de sa construction.

## Bâtiments remarquables et lieux de mémoire
On y trouve le Hard Rock Casino, le Trocadero shopping centre, le Café de Paris et le Prince of Wales Theatre.